# Cundi (rejon gumbietowski)
Cundi (ros. Цунди) – wieś w Rosji, w Dagestanie, w rejonie gumbietowskim. W 2010 liczyła 368 mieszkańców, głównie Awarów.